# Dicropaltum
Dicropaltum is een vliegengeslacht uit de familie van de roofvliegen (Asilidae).

## Soorten
- D. alamosae Martin, 1975
- D. mesae (Tucker, 1907)
- D. pawneeae Martin, 1975
- D. rubicundus (Hine, 1909)